# Antoni Gaudí munkái (világörökség)
A híres katalán építész, Antoni Gaudí épületei közül 1984-ben és 2005-ben összesen hét került fel a világörökség listájára, mint annak a kivételes kreativitásnak a bizonyítékai, mellyel Gaudí hozzájárult a 19. század végének és 20. század elejének építészeti és építéstechnológiai fejlődéséhez. Az épületek többsége Barcelonában található. Eddig a következők: 
- Güell park (Barcelona, 1985)
- Güell-palota (Barcelona, 1985)
- Casa Milà (vagy La Pedrera) (Barcelona, 1985)
- Casa Vicens (Barcelona, 2005)
- A Sagrada Família Gaudí által épített homlokzata (a Születés kapuja) és kriptája (Barcelona, 2005)
- Casa Batlló (Barcelona, 2005)
- A Güell család kriptája (Santa Coloma de Cervelló, 2005)